# Abel (cràter)
Abel és un cràter lunar situat prop de l'extrem sud-est del costat pròxim de la Lluna. Es troba al sud del cràter Barnard al costat nord-est del Mare Australe.

## Cràters satèl·lit
Per convenció, aquestes característiques s'identifiquen en els mapes lunars posant lletres al costat del punt mitjà del cràter que es troba més pròxim al cràter Abel:
| Abel | Latitud | Longitud | Diàmetre |
| ---- | ------- | -------- | -------- |
| A    | 36.6° S | 86.0° E  | 19 km    |
| B    | 36.7° S | 82.8° E  | 41 km    |
| C    | 36.0° S | 81.0° E  | 31 km    |
| D    | 37.7° S | 87.7° E  | 30 km    |
| E    | 37.8° S | 86.5° E  | 13 km    |
| J    | 35.5° S | 79.0° E  | 11 km    |
| K    | 35.0° S | 77.2° E  | 9 km     |
| L    | 34.4° S | 82.6° E  | 67 km    |
| M    | 32.2° S | 83.6° E  | 81 km    |